# L'an 01
L'an 01 è un film del 1973 diretto da Jacques Doillon, Alain Resnais e Jean Rouch.